# Großsteingräber bei Köhlingen
Die Großsteingräber bei Köhlingen waren fünf megalithische Grabanlagen der jungsteinzeitlichen Trichterbecherkultur bei Köhlingen, einem Ortsteil von Tosterglope im Landkreis Lüneburg (Niedersachsen). Sie wurden im 19. Jahrhundert zerstört.

## Lage
Nach Johannes Heinrich Müller und Jacobus Reimers befand sich Grab 1 auf dem Feld des Hauswirts Sasse und Grab 2 auf der Landgrenze der Hauswirte Niebuhr und Lütjens; die Gräber 3 und 4 lagen am Weg oberhalb des Walmsburger Landes und Grab 5 nahe am Tostergloper Feld.

## Beschreibung

### Grab 1
Grab 1 besaß eine ovale Hügelschüttung mit einer Länge von 7,3 m und einer Breite von 4,67 m. Die Umfassung bestand aus 17 Steinen mit einer Höhe von 1,16 m bis 1,75 m. Über die Grabkammer liegen keine Angaben vor.

### Grab 2
Grab 2 besaß ebenfalls eine ovale Hügelschüttung mit einer Länge von 19,27 m und einer Breite von 8,76 m. Die Umfassung bestand aus 32 Steinen mit einer Höhe von 1,16 m bis 1,75 m. In der Mitte der Hügelschüttung befand sich die Grabkammer. Sie besaß mehrere Wandsteine, die nur 0,58 m aus dem Boden ragten. Auf ihnen ruhten drei Decksteine von jeweils 1,16 m Breite und Längen von 1,75 m bis 2 m. Aufgrund der Anzahl der Decksteine muss es sich bei der Grabkammer um einen Großdolmen oder ein Ganggrab gehandelt haben.

### Grab 3
Grab 3 besaß eine ovale Hügelschüttung mit einer Länge von 9,63 m und einer Breite von 7,3 m. Die Umfassung bestand aus 14 Steinen. In der Mitte der Hügelschüttung lag die Grabkammer, von der sieben Steine mit einer Höhe von 1,16 m bis 1,75 m erhalten waren. Der genaue Grabtyp lässt sich nicht mehr ermitteln.

### Grab 4
Grab 4 besaß eine ovale Hügelschüttung mit einer Länge von 4,67 m und einer Breite von 4 m. Es war bei Müllers Untersuchung bereits weitgehend zerstört; nur noch drei große Steine waren vorhanden, von denen nicht klar ist, ob sie zur Umfassung oder zur Grabkammer gehörten.

### Grab 5
Grab 5 besaß ein rechteckiges Hünenbett mit einer Länge von 43,22 m und einer Breite von 5,25 m. Die Umfassung bestand noch aus 82 Steinen. Über die Grabkammer liegen keine Angaben vor, möglicherweise war sie bei Müllers Untersuchung bereits zerstört.